# Вайспапир, Аркадий Моисеевич
Арка́дий Моисе́евич Вайспапи́р (23 декабря 1921, Бобровый Кут — 11 января 2018, Киев) — член «девятки» восставших в германском лагере смерти Собибор 14 октября 1943 года, единственного успешного восстания узников нацистских концлагерей. До своей смерти в 2018 году был одним из последних живых участников восстания.

## Биография
Родился 23 декабря 1921 года в еврейской земледельческой колонии Бобровый Кут. В 1937 году окончил с отличием еврейскую школу-десятилетку. В 1938 году его отец Моисей Лейбович Вайспапир был репрессирован и расстрелян.
Проработав год в тракторной бригаде, он с 22 июня 1941 года принял участие в Великой Отечественной войне. При обороне Киева ставший к тому времени командиром отделения сержант А. Вайспапир получил тяжёлое ранение, попал в медсанбат и 15 сентября 1941 года оказался в плену. Пробыл в медчастях Чернигова, Гомеля, Минска, в марте 1942 года попал в карцер Минского концлагеря, а в сентябре 1943 года — в лагерь смерти Собибор. В лагере, узнав, что остальные прибывшие из Минска были умерщвлены в душегубке второго концлагеря, начал планировать восстание. Это заняло не один месяц, руководителем восстанием выбрали А. А. Печерского. Во время восстания А. Вайспапир топором убил двух офицеров СС, начальника охраны лагеря Грейшуца и офицера СС Клята. Бежав из концлагеря, присоединился к партизанскому отряду имени Михаила Фрунзе Брестского соединения и стал пулемётчиком.
В апреле 1944 года партизанский отряд соединился с Красной армией. Закончил войну старшиной разведывательной роты 70-й армии в Висмаре. После войны узнал, что его старший брат погиб на фронте, а пятилетняя сестра Бася с матерью Раисой Иосифовной были уничтожены нацистами и коллаборационистами вместе с другими евреями села Бобровый Кут.
14 октября 1963 года, в День восстания узников Собибора, выжившие участники восстания впервые вновь встретились друг с другом, после чего стали устраивать такие встречи ежегодно.
После войны с отличием окончил Запорожский индустриальный институт. Работал главным инженером завода запчастей в Луганске и Артёмовске. Затем работал начальником отдела в управлении Совнархоза в Донецке. Присутствовал на похоронах А. Печерского. В 1994 году вместе с семьёй переехал в Киев, где скончался 11 января 2018 года.

## Семья
- Отец — Моисей Лейбович, репрессирован и расстрелян в 1938 году, посмертно реабилитирован в 1960 году;
- Мать — Раиса Иосифовна, убита нацистами и коллаборационистами в селе Бобровый Кут во время Холокоста;
  - Брат — Беньямин (Вениамин) Моисеевич погиб на фронте во время Великой Отечественной войны[6];
  - Сестра — Бася, убита в пятилетнем возрасте нацистами и коллаборационистами в селе Бобровый Кут вместе с матерью;
  - Жена — Фаина Самойловна, учительница математики;
    - Сын Михаил, врач,
    - Сын Вадим, инженер.

## Награды
- Орден Отечественной войны I степени;
- Медаль «Партизану Отечественной войны»;
- Медаль «За отвагу»;
- Почётная грамота «Бейт Лохамей а-гетаот»[7];
- Кавалер ордена «За заслуги» ІІІ степени (2016)[8];
- Офицер ордена Заслуг перед Республикой Польша (2013)[9];
- Премия «Скрипач на крыше» Федерации еврейских общин России в номинации «Человек-легенда» (2016).

## Документальные фильмы
- 1989 — Восстание в Собиборе — совместный советско-голландский фильм Санкт-Петербургской студии документальных фильмов. Сорежиссёры — Павел Коган и Лили Ван ден Берг (родители Лили погибли в Собиборе). На Фестивале документального кино в Амстердаме фильм получил приз им. Й. Ивенса.
- 2010 — Арифметика свободы (реж. Александр Марутян). Фильм снят при государственной финансовой поддержке Министерства культуры Российской Федерации.
- 2013 — Собибор. Непокорённые — документальный фильм компании ВГТРК для телевизионного канала Россия, премьера состоялась 16 октября 2013 года, к 70-летней годовщине восстания. Фильм Сергея Пашкова[10].

## Художественные фильмы
- 2018 — Собибор — художественный фильм Константина Хабенского, снятый кинокомпаниями «Синема Продакшн» и «Фетисов Иллюзион» при поддержке Фонда Печерского. В роли Аркадия Вайспапира — Сергей Годин[11].